# Druga knjiga o Makabejcima
Druga knjiga o Makabejcima biblijska je knjiga, te kao i Prva knjiga o Makabejcima pripada među Deuterokanonske knjige Staroga zavjeta, dok su Treća knjiga o Makabejcima i Četvrta knjiga o Makabejcima apokrifi.
U ovoj se knjizi izričito spominje vjera u uskrsnuće mrtvih i prinošenje žrtve za oprost grijeha pokojnikâ (2Mak 12,46).
|  | Wikizvor ima izvorni tekst Druga knjiga Makabejaca |

## Vanjske poveznice
|  | Wikizvor ima izvorni tekst Druga knjiga Makabejaca |